# Bitwa pod Nieder Sasbach
Bitwa pod Nieder Sasbach – starcie zbrojne, które miało miejsce 27 lipca 1675 podczas wojny Francji z Koalicją.
Wódz francuski Henri de Turenne zamierzał zaatakować armię cesarską dowodzoną przez Montecuccoliego, który 5 lipca znajdował się przy ujściu rzeki Rench do Renu. Turenne zajął pozycje naprzeciw armii cesarskiej i obsadził wyspy na Renie. Gdy Francuzi podjęli próbę obejścia lewego skrzydła armii nieprzyjacielskiej, Montecuccoli cofnął się by połączyć się z posiłkami idącymi z Offenburga. Turenne postanowił się temu przeciwstawić i 27 lipca doszło do bitwy pod wsią Nieder Sasbach. W czasie przygotowania natarcia na obsadzoną przez Montecuccoliego wieś zginął wódz francuski marszałek Turenne. Armia francuska wycofała się za Ren, a straż tylna dowodzona przez Boufflersa odpierała pościgowe natarcia wojsk cesarskich.

## Bitwa

### Wprowadzenie
W roku 1672 francuski Król Słońce Ludwik XIV zaatakował Holandię. Na wieść o tym cesarz Leopold I wypowiedział Francji wojnę, wyruszając na pomoc Holendrom. Ludwik wysłał wówczas swojego najlepszego dowódcę marszałka Turenne wraz z armią przeciwko wojskom cesarskim nad Górny Ren. W przeciągu następnych 3 lat marszałek odniósł trzy zwycięstwa pomimo przewagi liczebnej wroga.
Po bitwach pod Sinsheim i Ladenburgiem, po których spustoszono ziemie Palatynatu w roku 1674 miejscowa ludność (południowo-zachodnie Niemcy) nadała marszałkowi Turenne przydomek mordercy i podpalacza. We Francji marszałek cieszył się jednak wielką sławą. W pierwszej połowie 1675 r. francuski dowódca odniósł sukcesy podczas starć pod Mulhouse, Colmar i Turckheim. Pod Altenheim (Kehl) Francuzi przekroczyli Ren kierując się na Willstaett. Kolejnym celem Turenne stała się wieś Sasbach, gdzie przebywać miał cesarski feldmarszałek Raimondo Montecuccoli.

### Zacięte walki
Armia cesarska wyruszyła pod Sasbach z północy, zajmując wzniesienie w okolicy wioski. Przerażeni mieszkańcy uciekli w tym momencie do okolicznych lasów. W wiosce oszańcowało się 400 żołnierzy cesarskich, którzy schronili się w miejscowym kościele. W momencie wybuchu gwałtownych walk o budynek kościoła cała wieś stanęła w ogniu. Poważnie zniszczono także kościół, z którego zachowała się jedynie dolna część wzniesionej w roku 1515 wieży. W trakcie walki wojska cesarskie przesunęły się na skraj wzgórza i nielicznych niespalonych w trakcie walk domów.
Turenne dowodzący prawym skrzydłem felmarszałka Conde znajdował się w tym momencie wraz ze swoim oddziałem piechoty siedząc pod drzewem na jednym ze wzniesień. Stąd kierował on ruchami swoich wojsk. Jego celem było wymanewrowanie przeciwnika i wyjście na jego tyły. Syn generała Saint-Hilaire doniósł tymczasem swoim dowódcom o ruchach wojsk cesarskich. Turenne nakazał mu zatem zajęcie dawnej pozycji na prawym skrzydle i wejście i nawiązanie kontaktu z generałem Comte. Sam natomiast oczekiwał na resztę swoich wojsk pod wodzą własnego bratanka de Lorgesa. W chwilę później Comte de Roye wysłał do Turenne prośbę o wsparcie piechoty, która miała wyjść naprzeciw siłom cesarskim. Po wysłaniu dwóch batalionów do wsparcia Comte, Turenne pogalopował w kierunku swojego prawego skrzydła. Stąd pod osłoną ognia dwóch dział marszałek skierował się na pobliskie wzgórze, zapewniające mu doskonały widok na pole bitwy. Jednemu z generałów zdążył jeszcze krzyknąć: ,,Mamy ich! Zwycięstwo!,, Jego adiutant starał się ostrzec swojego dowódcę przed ostrzałem przeciwnika, na co ten odpowiedział: ,,A więc chodźmy, nie chciałbym dzisiaj zginąć,,.

### Śmierć Turenne
W chwili gdy marszałek zawrócił swojego konia, artyleria wojsk cesarskich pod wodzą margrabiego Hermana Badeńskiego oddała salwę z przeciwnej strony wzgórza. 3-funtowy pocisk, urwał ramię generałowi Saint-Hilaire trafiając Turenne prosto w brzuch. Marszałek zrobił na koniu jeszcze około 20 kroków, po czym spadł ciężko ranny na ziemie. W chwilę później Turenne w otoczeniu swoich oficerów zmarł z powodu ran pod drzewem orzechowym. Według innej wersji, kule armatnia trafiła w drzewo, marszałek zaś zmarł uderzony złamaną gałęzią. Wersja ta uznawana jest jednak za legendę.
Przerażeni śmiercią swojego marszałka Francuzi przerwali walkę i wycofali się. Po otrzymaniu wiadomości o śmierci Turenne, Montecuccoli rzekł: ,,Dziś zginął honorowy człowiek,,. Był to ukłon w stronę rycerskości, jaką w XVII w. przejawiali dowódcy armii, co nie było jednak przeszkodą dla zwykłych żołnierzy, którzy często zamieniali się w zwykłych żołdaków, plądrujących bezlitośnie podbite ziemie. W wyniku bitwy Sasbach zrównane zostało całkowicie z ziemią, grzebiąc w płomieniach wiele pięknych budynków i kościołów.
Po śmierci marszałka wielu mieszkańców okolicznych terenów odetchnęło z ulgą. Wraz z wycofaniem się Francuzów zakończyły się ataki rabunkowe armii francuskiej. We Francji natomiast zapanowała żałoba. Zwłoki marszałka pochowano w kaplicy w Achern.